# Hans Albert Einstein
Hans Albert Einstein (Berna, Suïssa, 14 de maig de 1904 – Woods Hole, Massachusetts, 26 de juliol de 1973) fou el segon fill i primer nen d'Albert Einstein i Mileva Marić, més conegut per la seva recerca en el transport de sediments. Els documents de Hans Albert Einstein es troben a la secció Col·leccions i arxius de recursos hídrics de la Biblioteca Riverside, a la Universitat de Califòrnia

## Biografia i trajectòria professional
Hans Albert Einstein va néixer a Berna, Suïssa, on el seu pare treballava com a examinador en una oficina de patents. El seu pare tenia una ascendència germano-jueva i la seva mare, sèrbia. El seu germà petit (Eduard Einstein) va néixer el 1910 i morí el 1965. El destí de la seva germana gran (Lieserl Einstein), la primera filla del matrimoni entre Albert Einstein i Mileva Marić, és desconegut. Els seus pares es van divorciar el 1919 després de viure separats durant 5 anys.
El 1927 Hans Albert es va casar amb Frieda Knecht. Irònicament, el seu pare no acceptava Frieda com a nora com els seus propis pares tampoc acceptaren Mileva com a muller d'Albert. Hans Albert i Frieda van tenir 5 fills — Bernhard Caesar (1930–2008) va ser un físic i enginyer. Klaus Martin (1932–1938) va morir de nen per culpa de la diftèria. Dos fills següents també van morir poc després de sobreviure al seu primer any. El matrimoni Einstein-Knecht adoptà una filla, Evelyn (1941–2011), quan ella tenia poc més d'un any. Frieda Knecth morí el 1958 i Hans Albert es va tornar a casar, aquest cop amb Elizabeth Roboz (1904–1995).
Hans Albert seguí els passos del seu pare i també va estudiar a l'Institut Federal Suís de Tecnologia a Zúric. El 1926 es va graduar en enginyeria civil. Des del 1926 fins al 1930 va treballar com a dissenyador d'acer en el projecte d'un pont a Dortmund. El 1936 Hans Albert obté el doctorat en ciència tecnològica. La seva tesi doctoral "Transport de càrrega de fons com a problema de probabilitat" és considerada el treball definitiu sobre el transport de sediments.
El pare de Hans Albert, Albert Einstein, deixà Alemanya el 1933 amb el propòsit d'escapar de l'intent nazi d'acabar amb el semitisme. Seguint el consell del seu pare, Hans Albert emigrà des de Suïssa cap a Greenville, Carolina del Sud el 1938, on treballà pel Departament d'Agricultura estatunidenc, estudiant el transport dels sediments des del 1938 fins al 1943. Va continuar treballant pel Departament d'Agricultura estatunidenc des de l'Institut Tecnològic de Califòrnia a partir del 1943. El 1947 Hans Albert aconseguí una plaça com a professor associat d'enginyeria hidràulica a Berkeley (Universitat de Califòrnia). Ell va continuar la seva ascensió jeràrquica a professor i després a professor emèrit. Com a l'autoritat que era dins del seu camp, Hans Albert viatjà per tot el món per participar en conferències sobre enginyeria hidràulica. Es trobava en un simpòsium al Woods Hole a Massachusetts quan sobtadament va patir una aturada cardiorespiratòria que va posar fi a la seva vida.
Una afició que l'acompanyà bona part de la seva vida era la de navegar (era un navegant insaciable, solia portar els seus amics i la família a excursions a la badia de San Francisco. Durant els abundants viatges i excursions que va fer, va fer milers de fotografies, moltes d'aquestes eren usades per a presentacions de diapositives a les seves conferències. També era un amant de la música i tenia capacitat per tocar la flauta i el piano.

## Honors
En tribut a les contribucions al seu camp d'Einstein durant tota la seva vida, els seus antics estudiants van publicar un llibre en el seu honor l'any 1972: Sedimentació: Simpòsium en honor del professor H.A. Einstein.
La Universitat de Califòrnia també li va atorgar el títol de Professor d'Enginyeria Hidràulica, Emèrit.
El 1988, la Societat Americana d'Enginyers Civils creà el Premi Hans Albert Einstein per reconèixer descobriments destacats en el control de l'erosió, sedimentació i/o desenvolupament del cabal de l'aigua.